# Минеев, Борис Иванович
Борис Иванович Минеев (6 апреля 1919 — 30 января 2003) — советский партийный и государственный деятель, председатель Свердловского сельского облисполкома (1962—1964).
В 1939 году окончил ветеринарный факультет Троицкого ветеринарного института, ветеринарный врач.

## Биография
Родился 6 апреля 1919 года в селе Ташла Оренбургского уезда Оренбургской губернии в семье служащего.
После окончания средней школы (в 1935 году) поступил в Троицкий ветеринарный институт. Ещё во время учёбы начал работу по комсомольской линии, был заведующим отделом Троицкого райкома ВЛКСМ Челябинской области. Сразу же после окончания института был избран 1-м секретарём Троицкого райкома ВЛКСМ. В феврале—августе 1941 работал старшим ветеринарным врачом Красноармейского района Челябинской области, затем — начальником ветеринарного управления, с марта 1943 — зам. начальника Челябинского областного земельного отдела. В мае—сентябре 1943 г. был заведующим отделом животноводства Челябинского обкома ВКП(б), затем вернулся на старую должность в земельный отдел облисполкома.
В апреле 1950 переехал в Свердловск и занялся научной работой в Институте биологии Уральского филиала АН СССР (младший научный сотрудник).
В мае 1955 г. в числе «тридцатитысячников» направлен на помощь отстающим колхозам и избран председателем колхоза им. Ленина Белоярского района. В 1958 году некоторое время проработал в должности управляющего отделением Косулинского совхоза, а затем перешёл на партийную работу, став сначала 2-м, а в ноябре 1960 г. — 1-м секретарём Байкаловского райкома КПСС.
В апреле 1961 г. переведён в Свердловск на должность начальника Свердловского областного управления заготовок, а через год, в апреле 1962 года, стал секретарём обкома КПСС по сельскому хозяйству. Через полгода, во время разделения обкомов и облисполкомов на промышленные и сельские, Минеев стал председателем Свердловского сельского облисполкома. В декабре 1964 г., когда промышленные и сельские организации были вновь объединены, потерял должность и до выхода на пенсию в январе 1998 г. работал в сфере животноводства — сначала в УралНИИСХОЗе, а затем в опытно-производственном хозяйстве «Исток».
Урна с прахом Минеева захоронена в колумбарии на Сибирском кладбище Екатеринбурга.

## Участие в работе центральных органов власти
- депутат Верховного Совета РСФСР VI созыва

## Награды
- медали: «За доблестный труд в Великой Отечественной войне 1941—1945 гг.» (июнь 1945), «За доблестный труд. В ознаменование 100-летия со дня рождения В. И. Ленина» (ноябрь 1969), «Тридцать лет победы в Великой Отечественной войне 1941—1945 гг.» (апрель 1975), «Ветеран труда» (июль 1979), «40 лет победы в Великой Отечественной войне 1941—1945 гг.» (апрель 1985), «50 лет победы в Великой Отечественной войне 1941—1945 гг.» (март 1995);
- 3 золотых и малая серебряная медали ВДНХ;
- значок «Отличник социалистического сельского хозяйства» (декабрь 1945)